# قرمزي
القرمزي (بالإنجليزية: crimson)‏ هو لون أحمر مشرق وعميق وقوي، وهو في الأصل لون الصبغة المنتجة من حشرة حرشفية تدعى قرمز، ولكن الآن الاسم يستخدم أيضاً كوصف عام للألوان الحمراء المزرقة بين الأحمر والوردي، هذه الألوان تحتوي: كارمن، عليقي، دموي، ياقوتي، قطيفي، كرزي، كما قد يطلق الاسم أيضاً على اللون السقلاتي.